# Surfe nos Jogos Pan-Americanos de 2023 - SUP race masculino
A competição do SUP race masculino do surfe nos Jogos Pan-Americanos de 2023 foi disputada em 30 de outubro de 2023 na praia de Punta de Lobos, em Pichilemu. Um total de 10 surfistas, cada um representando um Comitê Olímpico Nacional (CON), participaram do evento.

## Calendário
Horário local (UTC−3).
| Data          | Hora  | Fase  |
| ------------- | ----- | ----- |
| 30 de outubro | 14:23 | Final |

## Medalhistas
| Ouro   | USA Connor Baxter      |
| Prata  | PER Itzel Delgado      |
| Bronze | ARG Santino Basaldella |

## Resultados
Uma única bateria foi realizada, já valendo a definição dos medalhistas.
| Pos.              | Surfista           | CON                | Tempo   | Notas |
| ----------------- | ------------------ | ------------------ | ------- | ----- |
| Medalha de ouro   | Connor Baxter      | USA Estados Unidos | 12:49.9 |       |
| Medalha de prata  | Itzel Delgado      | PER Peru           | 13:25.2 |       |
| Medalha de bronze | Santino Basaldella | ARG Argentina      | 13:59.4 |       |
| 4                 | David Leão         | BRA Brasil         | 15:19.2 |       |
| 5                 | Ricardo Ávila      | PUR Porto Rico     | 15:51.8 |       |
| 6                 | Carlo Camacho      | CRC Costa Rica     | 17:42.9 |       |
| 7                 | Mike Darbyshire    | CAN Canadá         | 19:53.9 |       |
| 8                 | Lukas Rodríguez    | URU Uruguai        | 20:11.6 |       |
| 9                 | José Ponce         | CHI Chile          | 22:01.9 |       |
|                   | Edonays Caballero  | PAN Panamá         | DSQ     |       |